# سایوز تی۱۱
سایوز-تی۱۱ (به روسی: Союз )(به معنای اتحاد) ششمین مأموریت سرنشین دار سازمان فضایی شوروی به سمت ایستگاه فضایی سالیوت۷ و یکی از ماموریت های بازدید از خدمه سایوز تی۱۰ بود. این ماموریت از سری ماموربت های اینترکسموس شوروی محسوب می شد که با پرتاب آن یک فضانورد هندی نیز به فضا سفر کرد.

## خدمه مأموریت
| شماره | نام                   | ملیت               | تعداد پرواز | نقش عملیاتی | تصویر |
| ۱     | یوری واسیلیویچ مالیشف | اتحاد جماهیر شوروی | ۲           | فرمانده     |       |
| ۲     | گنادی استرکالوف       | اتحاد جماهیر شوروی | ۳           | مهندس پرواز |       |
| ۳     | راکش شارما            | هند                | ۱           | محقق فضایی  |       |